# Arleta Podolak
Arleta Podolak (ur. 20 października 1993 w Warszawie) – polska judoczka, mistrzyni Polski, mistrzyni świata juniorek (2013), mistrzyni Europy w turnieju drużynowym (2016), wicemistrzyni świata w turnieju drużynowym (2015). Uczestniczka LIO 2016. Startuje w kategorii 57 kg. Jest żołnierzem Wojska Polskiego.

## Kariera sportowa
Była zawodniczką UKJ Legion Zamość (2006-2010), AZS UW Warszawa (2010-2012) i Czarni Bytom (2013-2016). Od 2017 reprezentuje klub Gwardia Warszawa. W 2013 została mistrzynią świata juniorek i brązową medalistką mistrzostw Europy juniorek. W 2015 zdobyła brązowy medal młodzieżowych mistrzostw Europy. Jej największymi sukcesami na zawodach seniorskich są: mistrzostwo Europy w turnieju drużynowym (2016), wicemistrzostwo świata w turnieju drużynowym (2015), srebrny medal w turnieju drużynowym i brązowy indywidualnie światowych igrzysk wojskowych (Mungyeong, 2015), brązowy medal mistrzostw Europy w turnieju drużynowym (2014) i wojskowe mistrzostwo świata w judo (Szwajcaria, 2016).
W 2007 i 2008 zdobyła brązowe medale mistrzostw Polski kadetek, a w 2009 wywalczyła wicemistrzostwo Polski kadetek. Została mistrzynią Polski juniorek w 2010, 2011 i 2012 oraz młodzieżową mistrzynią Polski (U23) w 2014. Na mistrzostwach Polski seniorek wywalczyła czterokrotnie mistrzostwo Polski (2013, 2014, 2015 i 2017), raz wicemistrzostwo Polski (2012) i raz brązowy medal (2011).
Arleta Podolak w marcu 2024 osiągnęła trzecie miejsce w prestiżowym turnieju Grand Slam w Taszkiencie, Uzbekistan. Miejsce na podium jest największym osiągnięciem w dotychczasowej karierze tej zawodniczki. Arleta, reprezentująca TS Gwardię Warszawa, imponująco zaprezentowała się w kategorii do 57 kilogramów. W drodze po medal pokonała m.in. mistrzynię olimpijską i mistrzynię świata, Rafaelę Silvę.

## Odznaczenia
- Złoty Medal „Za zasługi dla obronności kraju” – 2017[4]